# Штефэнешти (Арджеш)
Штефэнешти (рум. Ștefănești) — город в Румынии в составе жудеца Арджеш.

## История
Долгое время это была обычная сельская местность. В 1968 году Штефэнешти стала пригородной коммуной города Питешти, но в 1989 году понятие «пригородной коммуны» было убрано из законодательства, и Штефэнешти стала обычной коммуной. В 2004 году она получила статус города.
Город расположен на левом берегу реки Арджеш.